# Томмі Рамон
Томмі Рамон (англ. Tommy Ramone), ім'я при народженні — Тамаш Ердеї (угор. Erdélyi Tamás) — американський продюсер та музикант, угорського походження, барабанщик панк-рок гурту «Ramones».

## Життєпис
Тамаш Ердеї народився 29 січня 1949 року в Будапешті, Угорщина в єврейській сім'ї. 
У 1957 році, під час антикомуністичної революції 1956 року, він з родиною емігрував до США. Своє дитинство провів у Квінсі, одному з неблагополучних районів Нью-Йорка. 
У 60-х роках він познайомився з майбутнім товаришем по групі Джонні. Музиканти разом грали в шкільному ансамблі «Tangerine Puppets». У 1970 році вісімнадцятирічний Томмі взяв участь в просуванні групи Джимі Гендрікса «Band of Gypsys».
У середині 70-х утворився гурт «Ramones». Усі його учасники взяли собі сценічний псевдонім Рамон. Джонні Рамон грав на гітарі, Ді Ді Рамон на басі, а Джоуї Рамон на барабанах. Томмі Рамон мав стати менеджером команди, але коли Джоуї зайняв місце вокаліста, Томмі довелося сісти за барабанну установку.
З 1974 по 1978 роки Томмі Рамон грає в групі «Ramones». Вони випускають кілька альбомів: «Ramones», «Leave Home» і «Rocket to Russia». У 1978 році він був замінений на іншого барабанщика. Замість виступів Томмі зайнявся продюсуванням нового альбому команди — «Road to Ruin».
У 1984 році Томмі вирішує повернутися назад до гурту. Колектив випускає свій восьмий альбом під назвою «Too Tough to Die». Томмі замінив барабанщика Марка Рамона. Група спочатку охоче прийняла назад свого колишнього музиканта, але згодом у команді почалися розбіжності через гру Томмі. Ді Ді Рамон не раз висловлювався, що Томмі неправильно грає і часто не влучає в такт, що збиває всю команду. Але Томмі не йшов на конфлікти й намагався згладити складні ситуації в колективі.
Томмі Рамон спродюсував альбом Tim групи «The Replacements», а також альбом Neurotica групи «Redd Kross». Він любив працювати з музикантами, що грають в стилі блюз і рок. Кілька разів видатний барабанщик здійснював тури з різними музикантами, такими як Клаудій Тімман і Анкл Монк.
У 2004 році він взяв участь у концерті «Ramones Beat Down On Cancer», його «рідного» гурту «Ramones». У 2007 році він випустив диск з найпопулярнішими виступами групи «Ramones». Також там можна побачити кілька інтерв'ю Томмі Рамона, в яких він розповідає про групу і свою музичну кар'єру.
Томмі Рамон помер в своєму будинку в Квінсі, Нью-Йорк, 11 липня 2014 року у віці 65 років. До цього він був госпіталізований у госпіс, де отримував догляд в зв'язку з раком жовчних проток.